# Nokpul
Nokpul é uma vila no distrito de North 24 Parganas, no estado indiano de Bengala Ocidental.

## Demografia
Segundo o censo de 2001, Nokpul tinha uma população de 6647 habitantes. Os indivíduos do sexo masculino constituem 53% da população e os do sexo feminino 47%. Nokpul tem uma taxa de literacia de 81%, superior à média nacional de 59,5%: a literacia no sexo masculino é de 85% e no sexo feminino é de 77%. Em Nokpul, 9% da população está abaixo dos 6 anos de idade.